# Taras Kaczka
Taras Andrijowycz Kaczka, ukr. Тарас Андрійович Качка (ur. 28 listopada 1979 w m. Dymytrowe) – ukraiński urzędnik państwowy i działacz gospodarczy, w latach 2019–2025 wiceminister w resortach gospodarczych, od 2025 wicepremier.

## Życiorys
W 2000 uzyskał licencjat z prawa na uniwersytecie MNTU, a w 2001 magisterium w tej dziedzinie na Kijowskim Uniwersytecie Narodowym im. Tarasa Szewczenki. W 2005 ukończył Krajową Szkołę Administracji Publicznej w Warszawie. Pracował jako urzędnik w ministerstwie sprawiedliwości. Później był m.in. dyrektorem departamentu międzynarodowych stosunków gospodarczych w resorcie rolnictwa. Zajmował stanowisko wiceprezesa Amerykańskiej Izby Handlowej na Ukrainie, w latach 2015–2016 był pełniącym obowiązki prezesa tej instytucji. Następnie pracował jako zastępca dyrektora wykonawczego oraz jako doradca strategiczny w Międzynarodowej Fundacji „Odrodzenie”.
We wrześniu 2019 został wiceministrem rozwoju gospodarczego (później wiceministrem gospodarki). Powierzono mu także funkcję przedstawiciela handlowego Ukrainy. W lipcu 2025 powołany na urząd wicepremiera ds. integracji z Unią Europejską i NATO w utworzonym wówczas rządzie Julii Swyrydenko.

## Życie prywatne
Syn Olhy i Andrija. Żonaty z Hałyną, ma troje dzieci. 